# Onychogomphus styx
Onychogomphus styx – gatunek ważki z rodziny gadziogłówkowatych (Gomphidae). Występuje w Afryce Subsaharyjskiej – stwierdzony w zachodniej Kenii (Las Kakamega), Ugandzie i zachodniej Tanzanii; być może występuje też w krajach Afryki Środkowej i Zachodniej.